# Spirito libero - Viaggi di voce 1992-2008
Spirito libero - Viaggi di voce 1992-2008 è un album raccolta di Giorgia, pubblicato nel 2008.
Il primo singolo estratto è Per fare a meno di te e fa parte della colonna sonora del film Solo un padre (2008) di Luca Lucini. Il brano è entrato direttamente alla sesta posizione della classifica italiana.
Dopo un mese dall'uscita il cofanetto ha guadagnato il doppio disco di platino.
Durante il 2009 il cofanetto ottiene il triplo disco di platino e nel 2010 il vol.1 in edizione singola ottiene un ulteriore disco di platino.

## Descrizione
Nel cofanetto sono presenti tre CD dal titolo diverso. Il primo, per abbracciarsi, contiene i brani più dolci di Giorgia, i "lenti", da Gocce di memoria a Come saprei, da E poi all'inedito Per fare a meno di te. Giorgia ha ricantato per l'occasione Dimmi dove sei e Voglio solo te. Sono presenti, inoltre, versioni completamente nuove di Strano il mio destino, L'eternità e di Infinite volte, il brano (in origine completamente acustico) che nel 2005 lanciò nel mercato l'Mtv Unplugged Giorgia. E poi, la canzone con cui la cantante ha debuttato al Festival di Sanremo 1994, è presente con un nuovo missaggio (era presente in una versione ancora diversa nel Greatest Hits - Le cose non vanno mai come credi del 2002).
Il secondo CD, per liberarsi, contiene i brani più movimentati di Giorgia, come Girasole e Vivi davvero. Giorgia ha ricantato per l'occasione la cover di Nessun dolore che aveva già proposto nel 1994. Ad aprire il CD, l'inedito Via col vento, uscito come secondo singolo in radio, scritto da Giorgia con lo stesso team con cui ha realizzato Di sole e d'azzurro.
Infine, il terzo, per (r)incontrarsi, è dedicato ai duetti e, in generale, alle "sperimentazioni" della carriera di Giorgia. I Heard It Through the Grapevine, canzone di Marvin Gaye contenuta nell'Mtv Unplugged di Giorgia e uscita all'epoca come secondo singolo, è qui interpretata in studio. Oltre ai due inediti Lacrime amare (originariamente scartata, in una versione però diversa, dall'album Ladra di vento nel 2003) e Farei di tutto, ci sono anche i duetti con Fiorello (su una canzone di Ornella Vanoni, Più), Ronan Keating (nella versione internazionale di Grazie perché, interpretata in Italia da Gianni Morandi), Pino Daniele ed Elio e le Storie Tese. Apre il cd il brano cantato con Mina, Poche parole. Infine, alcuni live sia recentissimi (come quello di Parlo con te) sia risalenti al periodo in cui Giorgia si esibiva con la band del padre nei locali (1993).
A corredare i 3 cd nella versione deluxe vi è anche un DVD,  nel quale sono stati raccolti per l'occasione i 19 video musicali girati da Giorgia nei 15 anni appena trascorsi, più gli EXTRAS, 
mentre su iTunes, nel cofanetto ci sono altre tre canzoni Bonus:
1.We Have All The Time In The World
2.Like a Lover
3.Jingle Bells.
I 3 cd contenuti nel cofanetto, "Per Abbracciarsi"; "Per Liberarsi" e "Per (R)Incontrarsi" sono stati venduti ulteriormente anche come cd singoli.

## Tracce

### CD1: "per abbracciarsi"
1. Per fare a meno di te (inedito 2008) 3.34
2. Dimmi dove sei (vox 2008) 4.08
3. Gocce di memoria 3.33
4. Voglio solo te (vox 2008) 4.09
5. Di sole e d'azzurro 4.35
6. Infinite volte (2008) 4.01
7. Tradirefare 2.56
8. Riguarda noi 3.37
9. Come saprei 3.55
10. Parlo con te 4.25
11. Strano il mio destino (2008) 3.45
12. Marzo 4.23
13. L'eternità (2008) 3.38
14. E poi (mix 2008) 4.02
15. Ora basta 3.15

### CD2: "per liberarsi"
1. Via col vento (inedito 2008) 4.35
2. Un amore da favola 4.47
3. Mal di terra 3.36
4. E c'è ancora mare 4.18
5. La gatta (sul tetto) (2008) 4.35 - con Diana Winter
6. Nessun dolore (vox e mix 2008) 4.33
7. Vivi davvero 4.56
8. È la verità 5.08
9. Una hora sola te querrè 3.53
10. Anime sole (feat. Pino Daniele alla chitarra) 4.44
11. La La Song (non credo di essere al sicuro) 4.35
12. Girasole (vox 2008) 5.24
13. Libera la mente (con un estratto da uno spettacolo di Beppe Grillo) 4.45
14. Spirito libero 3.58

### CD3: "per (r)incontrarsi"
1. Poche parole (con Mina) 4.22
2. Il mare sconosciuto (feat. Herbie Hancock) 3.11
3. Vento di passione (con Pino Daniele) 4.35
4. Farei di tutto (inedito 2008) 4.09
5. I Heard It Through the Grapevine (2008) 3.50
6. Lacrime amare (inedito 2008) 3.48
7. We've Got Tonight (con Ronan Keating) 3.35
8. Più (con Fiorello) 4.07
9. (You Make Me Feel Like) A Natural Woman (live con Alan Soul e gli Io vorrei la pelle nera) 8.24
10. T.V.U.M.D.B. (con Elio e le Storie Tese) 4.00
11. Adesso lo sai (con Emanuel Lo) 3.29
12. I'm Every Woman (MTV Live) 4.49
13. Alba (2008) 5.30
14. Parlo con te (live) 6.25
15. Stonata (live) 7.31

### DVD
1. Medley Sanremo - E poi (1994) / Come saprei (1995) / Strano il mio destino (1996) / Di sole e d'azzurro (2001)
2. Come saprei
3. Riguarda noi
4. Un'ora sola ti vorrei
5. Un amore da favola
6. Dimmi dove sei
7. Girasole
8. Parlami d'amore
9. Save the World
10. Vivi davvero
11. Marzo
12. Spirito libero
13. La gatta (sul tetto)
14. L'eternità
15. Gocce di memoria
16. I Heard Through the Grapevine
17. Infinite volte
18. La La Song (non credo di essere al sicuro)
19. Parlo con te
20. Ora basta
21. I'm Every Woman

Extras
- Backstage "Live"
- Backstage "Viaggi di Voce"
- comicsbygimbo
- errori fuori scena

## Formazione
- Giorgia - voce, cori, sintetizzatore, tastiera, programmazione, Fender Rhodes, pianoforte
- Fabio Balestrieri - sintetizzatore, programmazione
- Marco Iacobini - chitarra elettrica
- Sonny T. - basso, chitarra
- Livio Magnini - chitarra, programmazione addizionale
- Tommy Barbarella - batteria, tastiera, timpani
- Fabrizio Campanelli - pianoforte, chitarra acustica
- Damiano Ruggeri - sintetizzatore, programmazione
- Simone Coen - chitarra elettrica
- Giordano Muraglia - basso, programmazione, chitarra acustica
- Gianni Istroni - programmazione
- Mirco De Grandis - basso, programmazione
- Michael Bland - batteria, tastiera, timpani
- Emiliano Duncan - chitarra elettrica
- Alessandro Centofanti - pianoforte, Fender Rhodes, sintetizzatore, clavinet
- Massimo Idà - pianoforte, Fender Rhodes
- Marco Lecci - sintetizzatore, programmazione addizionale, chitarra
- Pino Daniele - chitarra in Anime sole
- Matteo Saggese - tastiera addizionale
- Marco Iacobini - chitarra
- Marco Lecci - chitarra, sintetizzatore
- Emanuel Lo - pianoforte, programmazione, sintetizzatore
- Michael Applebaum - tromba
- Diana Winter - cori

## Classifiche

### Posizioni massime
| Classifica (2008) | Posizione massima |
| ----------------- | ----------------- |
| Italia            | 5                 |